# Kondo Koji
Koji Kondo (Nhật: 近藤 浩治 Hepburn: Kondō Kōji, sinh ngày 13 tháng 8 năm 1961) là một nhà soạn nhạc, nghệ sĩ piano và giám đốc âm nhạc người Nhật làm việc cho công ty trò chơi điện tử Nintendo. Ông có nhiều đóng góp trong loạt trò chơi điện tử Super Mario và The Legend of Zelda. Năm 1984, Nintendo tuyển dụng Kondo và ông trở thành người đầu tiên được công ty thuê để chuyên sáng tác âm nhạc cho trò chơi điện tử. Ngay sau đó, Kondo được giao làm nhà thiết kế âm thanh cho Super Mario Bros. (1985), một trong những trò chơi ấn tượng nhất từng được tạo ra.

## Tiểu sử

### Đầu đời
Kondo sinh ra ở Nagoya, Nhật Bản vào ngày 13 tháng 8 năm 1961. Ông bắt đầu học đàn organ điện tử từ năm 5 tuổi. Ông dần cải thiện kỹ năng chơi các loại nhạc cụ sau khi gia nhập một ban nhạc chuyên cover nhạc jazz và rock. Kondo theo học tại Khoa Kế hoạch Nghệ thuật của Đại học Nghệ thuật Osaka, nhưng chưa bao giờ được đào tạo bài bản hoặc chuyên sâu về âm nhạc.
Với tình yêu dành cho các trò chơi arcade như Space Invaders và loạt Donkey Kong thời kỳ đầu, ông nói trò chơi điện tử là nơi duy nhất mà ông có thể tìm thấy sự sáng tạo thanh âm mà ông luôn tìm kiếm. Ông có kinh nghiệm trong việc sáng tác và sắp xếp các bản nhạc, sử dụng đàn piano và máy tính bằng cách lập trình âm thanh trong BASIC.

### Sự nghiệp

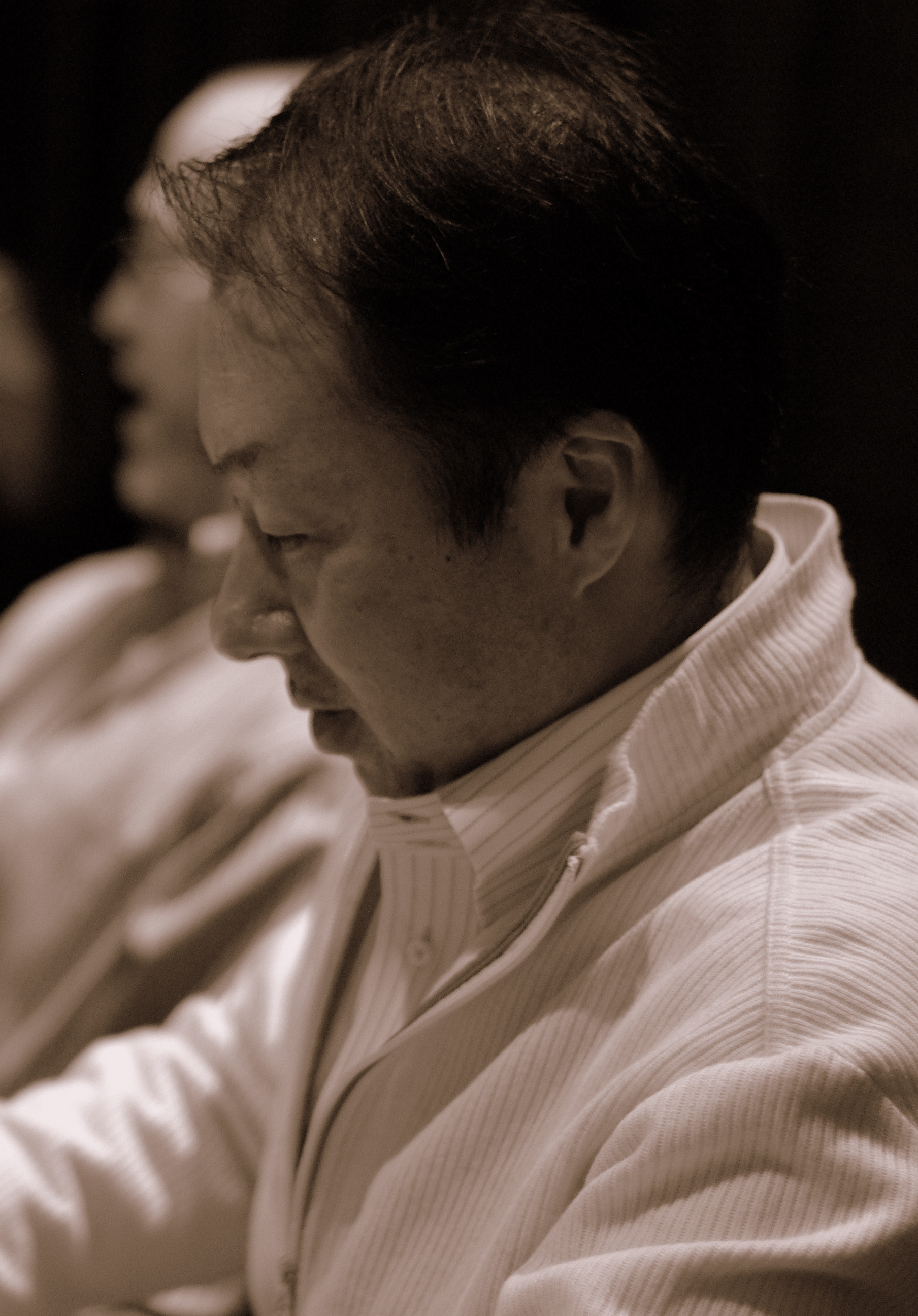
Kondo tại Game Developers Conference năm 2007

Năm 1984, khi Kondo đang học năm cuối cấp, Nintendo đã gửi cho trường đại học của ông một tin nhắn tuyển dụng sáng tác âm nhạc và lập trình âm thanh. Ông đã nộp đơn xin việc thành công mà không yêu cầu bất kỳ băng demo. Ông nhớ lại, "Tôi tìm đường đến Nintendo bằng cách nhìn vào bảng giới thiệu việc làm của trường. Bạn được cho là sẽ nộp đơn vào nhiều công ty khác nhau, nhưng tôi đã xem quảng cáo của Nintendo, và rất thích làm nhạc điện tử, yêu thích các trò chơi, và nghĩ - đó là nơi dành cho tôi. Tôi đã phỏng vấn chỉ với một công ty, Nintendo, và đó là nơi tôi thuộc về kể từ đó." Kondo là người thứ ba được Nintendo thuê để tạo âm nhạc và hiệu ứng âm thanh cho các trò chơi, cùng với Tanaka Hirokazu và Kaneoka Yukio. Tuy nhiên, ông là người đầu tiên tại Nintendo thực sự chuyên về sáng tác âm nhạc.

## Buổi hòa nhạc
Kondo đã tham dự buổi ra mắt thế giới của Play! A Video Game Symphony tại Rosemont Theater ở Rosemont, Illinois vào tháng 5 năm 2006, tại nơi đây, âm nhạc ông ấy từ loạt Super Mario Bros. và The Legend of Zelda được trình diễn bởi một dàn nhạc giao hưởng đầy đủ. Ông cũng đã tham dự và biểu diễn trong chuỗi ba buổi hòa nhạc kỷ niệm 25 năm loạt The Legend of Zelda cuối năm 2011. Ông đã biểu diễn piano với ban nhạc rock Imagine Dragons nước Mỹ trực tiếp tại The Game Awards 2014 tháng 12 năm 2014.

## Phong cách âm nhạc và ảnh hưởng
Âm nhạc của Kondo cho Super Mario Bros. được thiết kế xoay quanh cảm giác chuyển động phản ánh trải nghiệm vật lý của người chơi. Điều này tuân theo triết lý của người sáng tạo và thiết kế loạt là Miyamoto Shigeru, chính ông là người đã yêu cầu âm thanh của trò chơi phải được tạo ra "có hồn" và đồng bộ với các yếu tố của trò chơi. Do đó, Kondo dựa trên một số điểm xoay quanh các thể loại chủ yếu được sử dụng để khiêu vũ, chẳng hạn như nhạc Latinh và waltz.
Trong The Legend of Zelda đầu tiên, Kondo sắp đặt chủ đề thế giới ngầm của trò chơi với chủ đề dungeon. Kondo nhận xét về tầm quan trọng của việc thể hiện các nhân vật khác biệt thông qua âm nhạc, để người chơi biết gần như ngay lập tức họ đang ở đâu trong trò chơi. Kondo đã sử dụng sự tương phản này trong các trò chơi khác mà ông từng làm việc, bao gồm cả Super Mario Bros.

## Trò chơi điện tử

### Thiết kế âm nhạc và âm thanh
| Năm  | Game                                         | Ghi chú                                            |
| ---- | -------------------------------------------- | -------------------------------------------------- |
| 1983 | Punch-Out!!                                  |                                                    |
| 1984 | Golf                                         |                                                    |
| 1984 | Family BASIC                                 | Lập trình                                          |
| 1984 | Devil World                                  | với Nakatsuka Akito                                |
| 1985 | Soccer                                       |                                                    |
| 1985 | Arm Wrestling                                |                                                    |
| 1985 | Kung Fu                                      | hiệu ứng âm thanh                                  |
| 1985 | Super Mario Bros.                            |                                                    |
| 1986 | The Legend of Zelda                          |                                                    |
| 1986 | The Mysterious Murasame Castle               |                                                    |
| 1986 | Super Mario Bros.: The Lost Levels           |                                                    |
| 1986 | Volleyball                                   |                                                    |
| 1987 | Yume Kōjō: Doki Doki Panic                   |                                                    |
| 1987 | Shin Onigashima                              |                                                    |
| 1988 | Super Mario Bros. 2                          |                                                    |
| 1988 | Super Mario Bros. 3                          |                                                    |
| 1990 | Super Mario World                            |                                                    |
| 1990 | Pilotwings                                   | Lập trình. Sáng tác "Helicopter Theme".            |
| 1991 | The Legend of Zelda: A Link to the Past      |                                                    |
| 1993 | Star Fox                                     | hiệu ứng âm thanh                                  |
| 1995 | Yoshi's Island                               |                                                    |
| 1996 | Super Mario 64                               |                                                    |
| 1997 | Star Fox 64                                  | với Hajime Wakai                                   |
| 1998 | The Legend of Zelda: Ocarina of Time         |                                                    |
| 2000 | The Legend of Zelda: Majora's Mask           | với Minegishi Toru                                 |
| 2002 | Super Mario Sunshine                         | với Tanaka Shinobu                                 |
| 2002 | The Legend of Zelda: The Wind Waker          | với Nagata Kenta, Wakai Hajime, và Minegishi Toru  |
| 2004 | The Legend of Zelda: Four Swords Adventures  | với Ohta Asuka                                     |
| 2006 | New Super Mario Bros.                        | sáng tác "Overworld Theme"                         |
| 2006 | The Legend of Zelda: Twilight Princess       | với Minegishi Toru và Ohta Asuka                   |
| 2007 | Super Mario Galaxy                           | với Yokota Mahito                                  |
| 2008 | Super Smash Bros. Brawl                      | soạn nhạc                                          |
| 2010 | Super Mario Galaxy 2                         | với Yokota Mahito and Nagamatsu Ryo                |
| 2011 | The Legend of Zelda: Skyward Sword           | soạn nhạc nền "Prologue"                           |
| 2013 | Super Mario 3D World                         | với Yokota Mahito, MinegishiToru, và Iwata Yasuaki |
| 2014 | Super Smash Bros. for Nintendo 3DS and Wii U | soạn nhạc                                          |
| 2015 | Super Mario Maker                            | với Kubo Naoto và Hayazaki Asuka                   |
| 2016 | The Legend of Zelda: Twilight Princess HD    | với Minegishi Toru và Ohta Asuka                   |
| 2017 | Super Mario Odyssey                          | với Fujii Shiho và Kubo Naoto                      |
| 2018 | Super Smash Bros. Ultimate                   | soạn nhạc                                          |
| 2019 | Super Mario Maker 2                          | với Asahi Atsuko , Minegishi Toru và Doi Sayoko    |

### Đóng vai trò hỗ trợ
| Năm  | Game                                                  |
| ---- | ----------------------------------------------------- |
| 1993 | Super Mario All-Stars                                 |
| 1998 | Mario Party                                           |
| 1999 | Mario Golf                                            |
| 1999 | Mario Party 2                                         |
| 2000 | Mario Tennis                                          |
| 2000 | Mario Party 3                                         |
| 2001 | Mobile Golf                                           |
| 2001 | Mario Kart Super Circuit                              |
| 2002 | Mario Party 4                                         |
| 2002 | The Legend of Zelda: A Link to the Past & Four Swords |
| 2003 | Mario Golf: Toadstool Tour                            |
| 2003 | Mario Party 5                                         |
| 2003 | Mario & Luigi: Superstar Saga                         |
| 2003 | Donkey Konga                                          |
| 2004 | Mario vs. Donkey Kong                                 |
| 2004 | Mario Power Tennis                                    |
| 2004 | The Legend of Zelda: The Minish Cap                   |
| 2004 | Mario Party 6                                         |
| 2004 | Yoshi's Universal Gravitation                         |
| 2005 | Mario Party Advance                                   |
| 2005 | Mario Superstar Baseball                              |
| 2005 | Mario Tennis: Power Tour                              |
| 2005 | Mario Party 7                                         |
| 2005 | Mario & Luigi: Partners in Time                       |
| 2006 | Mario Hoops 3-on-3                                    |
| 2006 | Mario vs. Donkey Kong 2: March of the Minis           |
| 2006 | Wii Sports                                            |
| 2006 | Wii Play                                              |
| 2007 | Mario Party 8                                         |
| 2007 | DK Jungle Climber                                     |
| 2007 | Mario & Sonic at the Olympic Games                    |
| 2007 | Mario Party DS                                        |
| 2008 | Wii Music                                             |
| 2008 | Mario Super Sluggers                                  |
| 2009 | Mario & Luigi: Bowser's Inside Story                  |
| 2009 | Mario vs. Donkey Kong: Minis March Again!             |
| 2009 | Mario & Sonic at the Olympic Winter Games             |
| 2009 | New Super Mario Bros. Wii                             |
| 2009 | The Legend of Zelda: Spirit Tracks                    |
| 2010 | Mario vs. Donkey Kong: Mini-Land Mayhem!              |
| 2010 | Mario Sports Mix                                      |
| 2011 | The Legend of Zelda: Ocarina of Time 3D               |
| 2011 | The Legend of Zelda: Four Swords Anniversary Edition  |
| 2011 | Mario & Sonic at the London 2012 Olympic Games        |
| 2011 | Fortune Street                                        |
| 2012 | Mario Party 9                                         |
| 2012 | Mario Tennis Open                                     |
| 2012 | New Super Mario Bros. 2                               |
| 2012 | New Super Mario Bros. U                               |
| 2012 | Paper Mario: Sticker Star                             |
| 2013 | Luigi's Mansion: Dark Moon                            |
| 2013 | Mario and Donkey Kong: Minis on the Move              |
| 2013 | New Super Luigi U                                     |
| 2013 | Mario & Luigi: Dream Team                             |
| 2013 | Wii Party U                                           |
| 2013 | Mario & Sonic at the Sochi 2014 Olympic Winter Games  |
| 2013 | Mario Party: Island Tour                              |
| 2014 | Mario Golf: World Tour                                |
| 2015 | The Legend of Zelda: Majora's Mask 3D                 |
| 2015 | Mario vs. Donkey Kong: Tipping Stars                  |
| 2015 | Mario Party 10                                        |
| 2015 | Mario Tennis: Ultra Smash                             |
| 2015 | Mario & Luigi: Paper Jam                              |
| 2016 | Mini Mario & Friends: Amiibo Challenge                |
| 2016 | Star Fox Zero                                         |
| 2016 | Star Fox Guard                                        |
| 2016 | Mario & Sonic at the Rio 2016 Olympic Games           |
| 2016 | Mario Party: Star Rush                                |
| 2016 | Paper Mario: Color Splash                             |
| 2017 | Mario + Rabbids Kingdom Battle                        |
| 2017 | Mario & Luigi: Superstar Saga + Bowser's Minions      |
| 2017 | Mario Party: The Top 100                              |
| 2018 | Mario Tennis Aces                                     |
| 2018 | Super Mario Party                                     |
| 2018 | Starlink: Battle for Atlas                            |
| 2019 | Mario & Sonic at the Olympic Games Tokyo 2020         |
| 2020 | Paper Mario: The Origami King                         |

## Giải thưởng và danh hiệu
| Năm  | Đề cử / Tác phẩm     | Giải thưởng                                                 | Kết quả |
| ---- | -------------------- | ----------------------------------------------------------- | ------- |
| 2011 | Super Mario Galaxy 2 | British Academy Games Awards (Best Original Music)          | Đề cử   |
| 2014 | Super Mario 3D World | British Academy Games Awards (Best Original Music)          | Đề cử   |
| 2014 | Super Mario 3D World | Video Game Music Online (Best Soundtrack – Retro / Remixed) | Đề cử   |